# Дом Гани-бая
Дом Гани-бая (каз. Ғани бай үйі) — памятник архитектуры XIX века, расположенный в городе Казалинске Кызылординской области Казахстана. Автор и строитель строения неизвестны.
Дом Гани-бая занимает часть одного из городских кварталов. В плане дом П-образный, изменён дальнейшими перепланировками. Размеры в плане 53×60 м, высота — 10 м. Построен из жжёного кирпича, кровля железная. В отделке фасадов использована фигурная кирпичная кладка, деревянная резьба. Интерьеры отштукатурены и побелены.
В планировке здания отражены функциональные особенности дома-магазина: здесь есть несколько жилых комнат для приезжих, помещения для ведения торговли, складские помещения. Несмотря на многофункциональность здания оно было выполнено добротно, с определённой изысканностью, свойственной строениям зажиточных слоёв населения присырдарьинских городов того времени.
В 1982 году дом в составе объекта «Градостроительный комплекс — часть старого Казалинска: дом Гани-бая, мечеть, жилые дома, здание совдепа» был внесён в Государственный список памятников истории и культуры Казахстана республиканского значения и находится под охраной государства.